# Ackordanalys
| I denna artikel     |
| används tonnamnen   |
| Bess (B♭) och B.    |
| Se olika skrivsätt. |

Ackordanalys är en form av musiknotation där ackordsymboler (till exempel Cmaj13+11) används för att beteckna harmonier. Dessa symboler kan sedan kombineras för att notera harmoniska förlopp. De vanligaste användningsområdena är inom jazz- och populärmusik. Ackordanalys skrivs ofta ut ovanför ett notsystem, exempelvis med sång- eller melodistämmor och även ovanför en sångtext. Ackordanalys kan ofta ersätta ackompanjemangsnoter för instrument såsom gitarr, bas och piano, och kan ge musikern större frihet än vad noter ger. Ackordanalys kan även ge vägledning vid jazzimprovisation, eftersom till varje ackord hör en eller flera modala skalor.

## Uppbyggnad

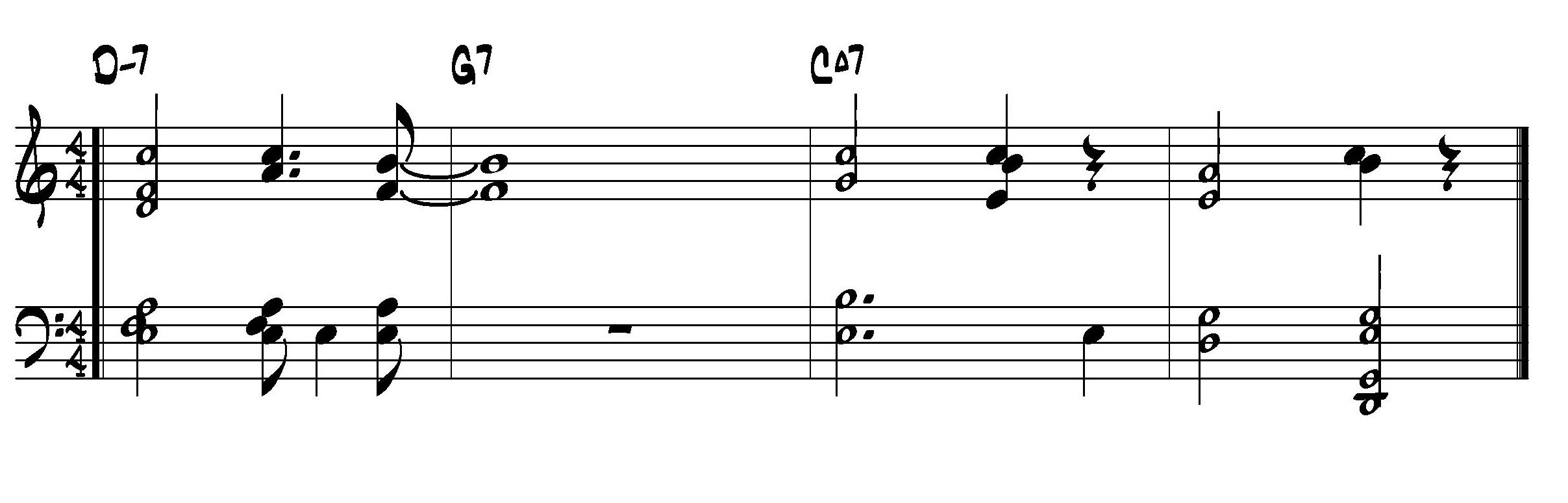
Noter med kompletterande ackordanalys. Notera att "–" står för moll

Till skillnad från andra sätt att skriva ackord, som generalbas, steganalys och funktionsanalys, är ackordanalysens system oberoende av tonart och därmed också av ackordets harmoniska funktion. Ackordanalys utgår alltid från det enskilda ackordets grundton och om inget annat anges avses alltid en durtreklang med grundtonen i basen.
För att skriva ett mollackord lägger man till bokstaven m (alltid lilla m) eller ibland förkortningarna mi eller min (förkortningar av engelskans minor – moll) efter ackordbokstaven och eventuella # eller ♭. Ett A-mollackord (innehåller tonerna a-c-e) skrivs alltså Am eller Amin medan ett Dess-mollackord (innehåller tonerna dess-fess-ass) skrivs D♭m eller D♭min.
I jazzmusik, till exempel i jazz-standardsamlingen The Real Book, förekommer att moll istället betecknas med ett minustecken direkt efter ackordbokstaven och eventuella ♯ eller ♭, exempelvis A– eller D♭–. Det kan vara förvirrande för en ovan läsare, eftersom minustecknet annars används i ett annat syfte som beskrivs nedan.

### Grundton
Ackordanalysen är en bokstavsnotation där bokstäverna C, D, E, F, G, A, B används för att ange ackordets grundton; dessa motsvarar stamtonerna c, d, e, f, g, a, b så att ackordet C har tonen c som grundton, ackordet D har grundtonen d och så vidare. Notera att under senare halvan av 1990-talet gick svenska notförlag över till att beteckna det ackord som tidigare skrivits H med B, dvs. man gick över från tysktalande länders tradition till anglosaxisk tradition. Många musiker säger emellertid fortfarande H. För referenser och mer detaljer om denna utveckling, se artikeln ton.
För att skriva ett ackord med en höjd ton som grundton (till exempel tonen ciss) sätts ett ♯ (korsförtecken) ut efter ackordbokstaven (C♯, D♯, F♯, G♯, A♯ o.s.v.). Ett ackord med en sänkt ton som grundton (till exempel tonen dess) skrivs på motsvarande sätt med ett ♭ (b-förtecken) efter ackordbokstaven (D♭, E♭, G♭, A♭, B♭ o.s.v.). Notera att ackordet B♭ skrevs B i svenska notböcker fram till ungefär 1960-talet, och kallas Bess i läroböcker sedan 1990-talet.

### Baston
Om en annan ton än grundtonen skall vara baston, till exempel tonen eiss som baston i ett Ciss-durackord, skrivs först grundackordet ut – i det här fallet C♯ – sedan snedstreck (/) och sist den nya bastonen. Resultatet blir: C♯/E♯, Ciss med eiss i basen. Den här tekniken används även när ackordfrämmande toner skall ligga i basen (till exempel C♯/B). Detta är det enda tillfället då ackordanalysen använder tonnamn till någonting annat än att ange ackordets grundton.

### Färgningar
För att skriva ackord med fler än tre toner (som inte har den extra tonen i basen) samt ackord med överstigande, förminskade eller förhållna ackordtoner används ett till största delen sifferbaserat system. Utgångspunkten är att en siffra efter ackordsymbolen, till exempel 6:an i Gm6, anger den tillagda, förändrade eller förhållna ackordtonens – färgningens – avstånd från grundtonen. Eftersom systemet är oberoende av både vilken tonart man befinner sig i och huruvida ackordet är i moll eller dur är det alltid lika långt mellan ett ackords grundton och den ton som siffran anger, i det här fallet (Gm6) en stor sext (se intervall). Siffrorna i ackordanalys anger alltid antal skalsteg från grundtonen i en mixolydisk skala (som utgår från ackordets grundton).  I ett ackord som Gm6 läggs alltså tonen e till, eftersom e ligger på sjätte skalsteget i en G-mixolydisk skala, om man börjar räkna med grundtonen g. De intervall (från ackordets grundton) som anges av siffror i ackordanalys listas här:
- 2 – stor sekund (Två halvtonssteg över grundtonen)
- 3 – stor ters (Fyra halvtonssteg)
- 4 – ren kvart (Fem halvtonssteg)
- 5 – ren kvint (Sju halvtonssteg)
- 6 – stor sext (Nio halvtonssteg)
- 7 – liten septima (Tio halvtonssteg)
- 9 – stor nona (ren oktav+stor sekund) (12+2 halvtonssteg)
- 10 – stor decima (ren oktav+stor ters) (12+4 halvtonssteg)
- 11 – ren undecima (ren oktav+ren kvart) (12+5 halvtonssteg)
- 13 – stor tredecima (ren oktav+stor sext) (12+9 halvtonssteg)

För att ange andra intervall än de som finns i den mixolydiska skalan, används med ett viktigt undantag tecknen + (plus) eller - (minus), alternativt ♯ (korsförtecken) eller ♭ (b-förtecken). Dessa sätts ut framför den siffra de skall modifiera. De som väljer att använda ♯ eller ♭ skriver ofta både siffror och förtecken inom parentes, detta för att exempelvis C(♯9) (innehåller tonerna c-e-g-bess-diss) inte skall sammanblandas med C♯9 (innehåller tonerna ciss-eiss-giss-b-diss). För att höja ett halvtonssteg används + eller #, medan tecknen – eller ♭ används för att sänka ett halvt tonsteg. Ett G-ackord (innehåller tonerna g-b-d) färgat med tonen ess (en liten sext från grundtonen g) skrivs alltså G–6 eller G(♭6). De som använder minus för att ange moll undviker plus och minus för att ange höjningar och sänkningar, utan använder ♯ och ♭ till detta.
Undantaget är 7:an.  Ett G-ackord färgat med tonen f (en liten septima räknat från grundtonen g) skrivs G7, men ett G-ackord färgat med tonen fiss (en stor septima från grundtonen g) skrivs inte G+7 utan Gmaj7, G∆7, GMa7 eller GM7. Maj, Ma och M är förkortningar för engelskans major, som i det här sammanhanget betyder stor (som i stor septima). Att ett stort M ibland används som förkortning för major är anledningen till att m:et som anger moll skall vara litet.

#### Färgningar som inte alltid skrivs ut
Eftersom beteckningen maj/∆/M/Ma endast används för 7:an händer det ganska ofta att siffran inte skrivs ut, så att Gmaj7 blir Gmaj.
Då septiman nästan alltid ingår i ackord färgade med 9, 11 och 13 har en liknande konvention utvecklats där 7:an är underförstådd i ackord som C9, C11 och C13.  Av samma anledning behöver 9:an inte skrivas ut i ackord färgade med 11 och 13. Ett ackord som C13 innehåller alltså både 9:a och liten 7:a och skulle kunna skrivas C7 9 13. Notera att 11:an inte ingår i ett 13-ackord. Däremot måste fortfarande maj/Ma/∆/M skrivas ut om septiman skall vara stor istället för liten och om 9:an skall vara höjd (+9 eller ♯9) eller sänkt (–9 eller ♭9) skall detta anges.
Ackord med överstigande kvint skrivs ibland utan siffran 5, men endast om inga andra färgningar ingår i ackordet. Till exempel C+ istället för C+5 eller C(♯5), men aldrig C+9 istället för C9+5. Andra varianter som förekommer är Caug, samt Caug5 (alltså C+5).
Minustecken som beteckning för moll kan kombineras med färgningar. Exempelvis betyder C-7 således Cm7, och C-9 betyder Cm9.

#### Att lägga till och utesluta ackordtoner
Om ett ackord enbart skall färgas med exempelvis en 9:a eller 11:a, utan att 7:an eller (i fallet 11) 9:an skall ingå, skrivs ordet add (engelska för lägg till) innan siffran. Ett C-ackord färgat med 7:a, 9:a och 11:a skrivs C11 medan ett C-ackord färgat med endast 11:an skrivs Cadd11. Add används också för att lägga till toner som vanligtvis inte ingår i ett ackord. I ackord färgade med 13 är 7:an och 9:an men inte 11:an underförstådda, om ett C-ackord skall färgas med 7:a, 9:a, 13 och 11 skrivs det C13add11. 
För att utesluta en ton som vanligtvis finns med i ett ackord skrivs no före siffran, som i det här fallet anger vilket skalsteg som skall uteslutas. Till exempel innebär Fno3 ett F-ackord där tersen uteslutits (det kommer alltså endast bestå av tonerna f och c), ett sådant ackord skrivs ibland också F5.
Exempelvis är Cadd9no3 en treklang som innehåller samma toner som Csus2, det vill säga tonerna c (grundton), d (nona eller sekund) och g (kvint). Add innebär att 7:an (b♭) inte inkluderas, och no3 att tersen (e) uteslutits.

#### Förhållningar
Ackord med kvart- eller sekundförhållningar, det vill säga ackord där tersen (i C-durackord med tonerna c-e-g är tersen tonen e) har ersatts av antingen den rena kvarten (tonen f  ersätter tonen e) eller den stora sekunden (tonen d ersätter tonen e), skrivs med prefixet sus. (förkortning av engelskans sustained – förhållen) innan den siffra som anger vilken ton som skall förhållas (2 eller 4). Detta skrivs efter eventuella färgningar. Ett C-ackord med kvartförhållning (c-f-g) skrivs Csus4, ett C7 med samma förhållning skrivs C7sus4. När det står endast sus efter en ackordbokstav avses alltid sus4.

#### Dimackord
Ett undantag från siffersystemet är så kallade dimackord, från engelskans diminished – förminskad. 
Ett dim7-ackord är en fyrklang som även kallas helförminskat septimackord. Exempelvis är Cdim7 ett C7-ackord där alla toner utom grundtonen har sänkts ett halvtonssteg. Det består således av tonerna c, ess, gess och a. Ackordet hade i teorin kunnat skrivas Cm6–5, men betecknas C°7 eller Cdim7. 
Notera att avståndet är en liten ters, dvs. tre halvtonssteg, mellan varje ton i denna fyrklang. Denna symmetri gör att det bara finns tre dim7-ackord, men med olika grundtoner. C°7 består nämligen av samma toner som E♭°7, G♭°7 och A°7, men med grundtonen C. På samma sätt består ackorden C♯°7, E°7, G°7 och A♯°7 av samma toner, men har olika grundton. Slutligen är D°7, F°7, G♯°7 och B°7 samma ackord, men med olika grundton.
I vissa böcker, bland annat flertalet vis- och popnotböcker, kallas ovanstående fyrklang för dimackord, och betecknas Cdim eller C°. I andra böcker skiljer man mellan dim7-ackord och dim-ackord, där det senare är en dimtreklang - en förminskad durtreklang. C° eller Cdim betecknar i detta sammanhang ett förminskat C-durackord, där alla toner utom grundtonen sänkts en halvtonssteg, och består således av tonerna c, ess, och gess. I andra sammanhang betecknas denna treklang Cm-5 eller Cm♭5.
I ett halvförminskat septimackord, som betecknas CØ7 eller Cm7♭5, är alla toner utom grundtonen och septiman sänkta ett halvtonssteg. I fallet CØ7 blir således tonerna c, ess, gess och bess.
Räknat från bastonen består dim-treklangen av: grundton, liten ters, förminskad kvint. En dim7-fyrklang innehåller dessutom en stor sext (detta intervall kallas ibland även förminskad septima). Ett halvförminskat septimackord (Ø7) innehåller istället en liten septima.
Notera att ackordet C7-9 eller C7♭9 kan betraktas som ett D♭°7/C, dvs. som en dimfyrklang bestående av tonerna D♭, E, G och B♭, men med basen C.

## Harmonianalys
Det finns ett antal olika system för att analysera och beteckna ackord. Av dessa är följande mer orienterade mot notation och praktiskt musicerande i en specifik tonart:
- Ackordbeteckningar enligt ovan, exempelvis Am för en molltreklang med grundton A
- Generalbas, som med siffror beskriver ackordtonerna relativt en noterad baston. Exempelvis betecknas Am med bastonen A i notskrift, och under den siffrorna 3 och 5 ovanför varandra (tonartens tredje och femte ton om A räknas som nummer 1).

Följande används mest som analysverktyg för att beskriva ackordets roll i en ackordföljd oavsett tonart, och underlättar transponering till andra tonarter: 
- Steganalys, där ackord betecknas med romerska siffror, exempelvis III (tre) för ackord nummer tre i tonarten, exempelvis Am i tonarten F-dur.
- Funktionsanalys, exempelvis ett litet d (dominantparallell) för Am i tonarten F-dur.

## Rytm

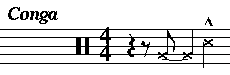
trumnoter av kryss för en congatrumma

Ackordanalys i sig har inget system för att ange rytmer. Ackordsymbolerna skrivs ofta över en sångtext eller ett notsystem för att ange den ungefärliga rytmen. I de fall då inget annat än ackordanalys finns nedtecknat sätts ofta taktstreck ut mellan ackordsymbolerna, så att den som skall spela efter ackordanalysen vet hur många ackord som skall spelas under en takt.
Det förekommer också att ackordens rytmer anges med trumnoter. De liknar vanliga noter men skrivs på en enda linje, har kryss istället för fyllda noter och romber (diamanter) istället för ofyllda. Skaft, punkteringar och bindebågar anges som vanligt.